# Путина, Вера Николаевна
Вера Николаевна Путина (6 сентября 1926, Терехино, Карагайский район, Пермский округ, Уральская область — май 2023, Тбилиси) — русская гражданка Грузии, которая с 1999 года заявляла, что президент Российской Федерации Владимир Путин («Вова») является её сыном. Утверждения женщины противоречат официальной биографии Путина, в которой говорится, что родители Путина умерли до того, как он стал президентом. Газета «The Telegraph» пришла к выводу, что, хотя женщина может просто ошибаться или быть частью усилий по связям с общественностью, история «выявляет пробелы в известной истории прошлого мистера Путина» (в частности, тот факт, что его родителям на момент его рождения было уже за сорок, и что сам Путин родился спустя более чем десять лет после рождения их предыдущих сыновей, Альберта и Виктора, которые оба не дожили до его рождения). По сравнению с другими мировыми лидерами Путин в своей автобиографии очень мало чего сообщает о первых десяти годах своей жизни.
Вера Путина родилась в 1926 году в деревне Терехино Очерского района Пермской области РСФСР в семье Анны Ильиничны и Михаила Илларионовича Путиных. Там же она окончила школу, затем поступила в техникум механизации сельского хозяйства, где познакомилась с механиком Платоном Приваловым, от которого забеременела. Она рассталась с ним после того, как узнала, что он уже женат и намеревается украсть её будущего ребёнка, потому что его жена не могла иметь детей. 
17 сентября 1950 года она родила сына, которого назвала Владимиром, дав ему свою фамилию. Через год она отправилась в Ташкент на практику, где познакомилась с военнослужащим из Грузии Георгием Осипашвили. Он перевёз Веру с сыном в Грузии в его родную деревню Метехи, где они поженились и в дальнейшем Вера родила от него ещё четырёх детей. Были найдены документы, подтверждающие, что некий «Владимир Путин» был зарегистрирован в школе Метехи в 1959—1960 годах (его национальность в записях была указана как грузин). Сын Веры прожил в Метехи примерно до десяти лет. Отношения с отчимом у него не сложились, так как Георгий не сумел принять его как сына, грубо с ним обращался и в конечном итоге выдвинул Вере ультиматум. Она согласилась с ним и в декабре 1960 года отправила сына к родителям. Но, с её слов, мальчик и там не смог ужиться, и тогда её родители, тайно от дочери, отправили его в интернат и в дальнейшем категорически отказывались сообщать Вере, в какой именно. 
Вера ничего не знала о судьбе сына примерно до конца 1990-х годов (хотя она утверждала, что один из её соседей проболтался ей, что её сын якобы устроился в КГБ), когда увидела по телевизору репортаж с участием Владимира Путина и тут же его «узнала». Путина рассказала, что русские и грузины посещали её деревню, чтобы заставить её хранить молчание. Школьная учительница, которая утверждает, что учила Путина, заявила, что ей тоже угрожали. Путина сказала, что готова сделать анализ ДНК. Гибель в авиакатастрофе российского журналиста Артёма Боровика совпала по времени с его работой над документальным фильмом о детстве Путина, который должен был включать репортаж о Вере Путиной. Сообщается, что итальянский журналист Антонио Руссо также интересовался Верой Путиной до того, как был убит.    
В 2003 году голландский режиссёр Инеке Смитс сняла документальный фильм «Мама Путина», посвящённый Вере Путиной. Интервью у Веры Путиной брала польская журналистка Кристина Курчаб-Редлих.
Путина полагала, что Владимир-старший и Мария Путина (официальные родители президента) могли нелегально усыновить её сына, когда тот жил у её родителей (в некоторых СМИ озвучивалась информация, что Владимир Спиридонович Путин был их родственником, но сама Вера это категорически отрицала).
Ирина Боброва из «Московский комсомолец» в 2006 году провела своё журналисткое расследование и в итоге пришла к выводу, что всё это время речь шла не о президенте России, а о его полном тёзке. Ей удалось обнаружить документы, подтверждающие, что в Очёрском детском доме действительно жил Владимир Путин, который в 1968 году покинул его, поступив в ПТУ в городе Чернушка, после которого пошёл работать бурильщиком. Боброва смогла проследить его жизненный путь до примерно начала 1990-х годов, когда тот покинул Чернушку, когда там из-за распада СССР начали массово закрываться предприятия. Хотя в конце статьи Боброва оставила призыв связаться с редакцией тех, кто знал что-нибудь о дальнейшей судьбе данного Владимира Путина, но, судя по всему, никаких откликов это не получило.  
Путина умерла в Тбилиси в мае 2023 года в возрасте 96 лет. Она была похоронена в Метехи 30 мая.